# Herina scutellaris
Herina scutellaris – gatunek muchówki z rodziny Ulidiidae i podrodziny Otitinae.
Gatunek ten opisał w 1830 roku Jean Baptiste Robineau-Desvoidy.
Muchówkę tę cechuje przewaga żółtego ubarwienia na tarczce i odnóżach oraz gęsto pokryte drobnymi włoskami śródplecze. Na skrzydłach słabo rozwinięty wzór w postaci małej brązowej kropki u szczytu żyłki R2+3, zbrązowienia wierzchołkowej połowy pterostygmy oraz lekko przyciemnionych żyłek poprzecznych r-m i dm-cu.
Samice mają podłużnie-owalne przysadki odwłokowe, umiarkownie krótki aculeus i raczej krótki proktiger. Ich spermatekę cechuje wydłużony, kiełbaskowaty kształt. Narządy rozrodcze samców wyróżniają wydłużone i prawie proste surstyli, z których środkowy jest zbudowany z dwóch płatków zaopatrzonych w pojedynczą prensiseta każdy. Po jednej ze stron środkowej części fallusa występują prawie wielokątne kolce.
Owad ten notowany jest z Bliskiego Wschodu, Bośni i Hercegowiny, Chorwacji, Cypru, Czech, Francji, Grecji, Hiszpanii, Rumunii, Słowacji, Węgier i Włoch.